# Chip Foose

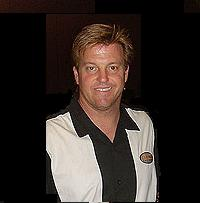
Chip Foose

Douglas Sam „Chip“ Foose (* 13. Oktober 1963 in Santa Barbara, Kalifornien) ist ein amerikanischer Fahrzeugtuner, -designer und -bauer. Er betreibt einen Hot-Rod-Shop und ist Star der Serie Overhaulin’, die unter anderem auf dem TV-Sender DMAX ausgestrahlt wird.

## Leben
Foose sammelte bereits im Alter von sieben Jahren erste Erfahrungen mit Autos, als er in der Werkstatt seines Vaters (Project Design) in Santa Barbara (Kalifornien), mithelfen durfte. Er begann 1982, angespornt durch den Designer Alex Tremulis, ein Studium am Art Center College of Design in Pasadena, das er allerdings wegen finanzieller Probleme nach zwei Jahren wieder beenden musste. Foose arbeitete vier Jahre bei der ASHA Corporation, einem Autoteile- und Zubehör-Hersteller, und kehrte dann zum Art Center zurück, um sein Studium abzuschließen. Nach seinem Abschluss 1990 wurde er von der Firma Sterenberger Design angestellt. Nebenberuflich arbeitete er außerdem für Boyd Coddington’s Hot Rod Shop. 1993 wurde Foose von J Mays, dem Chefdesigner der Ford Motor Company, abgeworben. Foose kündigte bei Sterenberger Design, konnte dann aber von Boyd Coddington überzeugt werden, bei ihm zu arbeiten. Foose arbeitete sich in der Folge bis zum Geschäftsführer von Coddingtons Firma hoch. Während seiner Zeit bei Coddington war er für das Design mehrerer Hot Rods, wie zum Beispiel dem Boydster I und II, verantwortlich.

Foose-Design-Logo

Als 1998 Boyd Coddington's Hot Rod Shop kurz vor dem Konkurs stand, gründete Foose zusammen mit seiner Frau Lynne eine eigene Firma namens Foose Design in Huntington Beach, Kalifornien. Durch seinen Weggang zerstritt sich Foose mit Coddington, nachdem er mehrere Mitarbeiter von Coddington mit in seine Firma genommen hatte. Die Sendung American Hot Rod befasst sich in einer Episode mit diesem Thema.
Nachdem der US-amerikanische Fernsehsender TLC 2003 eine Dokumentation über den Entwurf und den Bau eines 2002 von Foose modifizierten Ford Thunderbird (genannt Speedbird) ausgestrahlt hatte, wuchs die Aufmerksamkeit für Foose. Im Jahr 2004 begann TLC dann mit der Ausstrahlung der Fernsehserie Overhaulin’, in der Foose mit seinem Team einen Oldtimer pro Folge restauriert und modifiziert. 2006 produzierte der Modellauto-Hersteller Johnny Lightning unter dem Namen JL Full Throttle eine Reihe von Modellautos, die Kreationen von Foose Design zum Vorbild hatten. Auf der SEMA 2006 (Specialty Equipment Market Association Messe) wurde bekannt gegeben, dass Foose und Ford einen Vertrag über den Bau von Fahrzeugen nach dem Design von Foose unterzeichnet haben. Das erste Modell aus dieser Zusammenarbeit wurde auf der New York Auto Show 2007 dem Publikum vorgestellt.
2007 beriet Foose die Architekten des Ende 2007 fertiggestellten und 275 Millionen US-Dollar teuren Detroit MotorCity Casino. Er entwarf mehrere Styling-Elemente, die im und am Casino zu sehen sind.
Foose engagiert sich in der Progeria Research Foundation, nachdem seine Schwester an dieser Krankheit gestorben war. Er ist mittlerweile der Vizepräsident der Stiftung.
Foose betreibt weiterhin seine Firma Foose Design, arbeitet zudem als Design-Berater für Ford, General Motors und Chrysler und tritt in Overhaulin’ auf. Die Serie wird von ihm mitproduziert. Er lebt mit seiner Frau und seinen beiden Kindern im Süden Kaliforniens.

## Auszeichnungen
Foose genießt weit verbreitete Anerkennung für seine Designs und Kreationen:
- Er wurde bereits 1997 als jüngstes Mitglied in die Hot Rod Hall of Fame aufgenommen, ebenso 2002 in die Darryl Starbird Rod & Custom Car Museum Hall of Fame, 2003 in die Grand National Roadster Show Hall of Fame und 2005 in die San Francisco Rod und Custom Motorcycle Hall of Fame.
- Er gewann 1995, 1996, 1999, 2000, 2001, 2003 und 2006 den America's Most Beautiful Roadster Award. Einige der ausgezeichneten Fahrzeuge wurden von Foose entworfen, und dann von anderen Fahrzeugbauern wie Boyd Coddington, Barry White und Bobby Alloway, gebaut.
- Foose gewann den Autorama Ridler Award in 2002, 2003, 2005 und 2015.
- Foose wurde außerdem 1990, 1991, 1995, 1997, 1999 und 2001 mit dem The Good Guys Street Rod of the Year Award ausgezeichnet.